# Matéri (arrondissement)
Matéri är ett arrondissement i kommunen Matéri i Benin. Den hade 17 887 invånare år 2002.